# Rutilo Patiño
Rutilo Patiño (1890 – 12 de enero de 1969) fue un fotógrafo mexicano, originario de Jaral del Progreso, Guanajuato. Es reconocido por documentar la vida cotidiana, el paisaje y las costumbres de su comunidad, así como por incursionar en géneros como el retrato de estudio, la fotografía post-mortem, el fotoperiodismo y la fotografía de autor. Su legado forma parte del acervo del Museo de Arte e Historia de Guanajuato.

## Biografía
Nació en 1890 en Jaral del Progreso, en el seno de una comunidad predominantemente agrícola. Aprendió el oficio fotográfico en Guadalajara, Jalisco, antes de abrir el primer estudio fotográfico documentado en su pueblo natal. Antes de dedicarse de lleno a la fotografía, trabajó como concesionario de llantas, prestamista, importador y empresario.
En 1910 estableció su primer fotoestudio en el número 10 de la calle Juárez. En la década de 1930 trasladó el negocio a la calle Manuel Doblado 15, donde permaneció hasta su cierre definitivo en 1968, pocos meses antes de su fallecimiento.

## Obra y estilo
La obra de Patiño se caracteriza por su diversidad temática: retratos de estudio formales, fotografías post-mortem de niños (conocidas como "angelitos"), imágenes de paisajes rurales y escenas urbanas, así como registros de acontecimientos sociales y religiosos. También incursionó en la fotografía de autor, donde exploró composiciones más artísticas.
Su archivo fotográfico incluye imágenes de Jaral del Progreso, otras localidades de Guanajuato y algunos viajes a distintas regiones de México. Documentó fiestas patronales, escenas de la vida en el campo y retratos que se han convertido en valiosos testimonios de época.

## Reconocimiento y legado
Por más de medio siglo, Rutilo Patiño fue el fotógrafo de referencia en Jaral del Progreso. Su trabajo constituye un testimonio visual de la transformación social y cultural de la región durante gran parte del siglo XX.
Tras su fallecimiento el 12 de enero de 1969, su legado ha sido preservado y difundido por instituciones culturales. Parte de su acervo se encuentra en el Museo de Arte e Historia de Guanajuato y ha sido objeto de exposiciones y artículos especializados, como el reportaje de la revista Cuartoscuro titulado Rutilo Patiño, en espera de un espacio.